# ダイロ・モレノ
ダイロ・マウリシオ・モレーノ・ガリンド（Dayro Mauricio Moreno Galindo、1985年9月16日 - ）は、コロンビア・トリマ県出身のサッカー選手。ポジションはFW。

## 経歴
2003年にコロンビアのオンセ・カルダスでプロキャリアをスタートさせた。2004年にコパ・リベルタドーレスを獲得した。2008年1月、ルーマニアのステアウア・ブカレストに移籍した。
2010年1月24日、古巣のオンセ・カルダスに復帰した。6月2日、メキシコのクラブ・ティフアナに移籍した。
また、2007年、2010年、2013年にコロンビアリーグにおいて、3度の得点王を獲得している。

## 代表歴
2007年にコロンビア代表デビューを果たし、コパ・アメリカ2011メンバーに選出された。

## 所属クラブ
- オンセ・カルダス 2003-2007

→ アトレチコ・パラナエンセ 2006 (loan)
- ステアウア・ブカレスト 2008-2010
- ステアウア・ブカレストⅡ 2009
- オンセ・カルダス 2010-2011
- ティフアナ 2011-2018

→ オンセ・カルダス 2012 (loan)
→  アトレティコ・ジュニオール 2012-2013
→  ミジョナリオス 2013-2014
→  アトレティコ・ナシオナル 2017-2018
- タジェレス 2018-2020
- オンセ・カルダス 2020
- オリエンテ・ペトロレロ 2021-2022
- アトレティコ・ブカラマンガ 2022
- オンセ・カルダス 2023-

## タイトル
オンセ・カルダス
- プリメーラA 2003, 2009, 2010
- コパ・リベルタドーレス 2004

アトレティコ・ナシオナル
- プリメーラA 2017 アペルトゥーラ
- レコパ・スダメリカーナ 2017